# Polifonica Pievese
La Polifonica Pievese è un gruppo corale fondato nel 1934 con sede a Città della Pieve, in Provincia di Perugia. Il suo repertorio va dal canto gregoriano alla musica contemporanea, comprendendo sia i generi classici che la musica leggera e popolare.

## Storia
A partire dall'attività svolta dai giovani seminaristi che avevano il compito di accompagnare con canti sacri il servizio liturgico in Cattedrale, nel 1934
il sacerdote don Francesco Tassini, inserendo anche cantori laici, formò il coro denominato “Cappella Musicale dei Santi Gervasio e Protasio”, dedicato ai santi protettori di Città della Pieve. Dopo la parentesi della seconda guerra mondiale, nel 1946 don Oscar Carbonari ebbe l’incarico dal Vescovo monsignor Giuseppe Angelucci di formare un nuovo coro di voci virili per il servizio in Cattedrale, che venne chiamato semplicemente “Schola Cantorum”.
Con l’avvento nel 1962 del Concilio Vaticano II anche le voci femminili furono ammesse a far parte dei cori liturgici, per cui si formò un coro di voci miste che negli anni settanta assunse l'attuale denominazione di Polifonica Pievese.
Fra i maestri che si sono avvicendati nel corso degli anni alla direzione del coro si ricordano don Umberto Volpi, Italo Ventosi, Giuseppe D'Angelo, Carlo Pedini.
La Polifonica svolge attività concertistica in Italia e fuori da essa, essendosi esibita anche in Francia, Germania e Grecia. Ha cantato più volte nel corso delle messe domenicali trasmesse dalla Rai e da rete 4. Ha avuto collaborazioni concertistiche con artisti vocali di diversa formazione: Francesco Di Giacomo, Fabio KoRyu Calabrò, Frate Alessandro Brustenghi, Roberto Fabbriciani .
Dal 1986 organizza a Città della Pieve il tradizionale Concerto d'Epifania per coro e orchestra.

## Discografia

### Album in studio
- 1976 - Io so chi sei
- 1994 - Adeste fideles
- 2004 - Concerto d'Epifania
- 2008 - Lorenzo Perosi
- 2011 - Mille lire al mese
- 2011 - Magnificat
- 2015 - Luci e diamanti (con Francesco Di Giacomo e Fabio KoRyu Calabrò)
- 2016 - Tu scendi dalle stelle
- 2018 - Salve Gervasio, Salve Protasio!
- 2020 - Abbi strada(con Fabio KoRyu Calabrò (Egea Records)